# Sinocyclocheilus huaningensis
Sinocyclocheilus huaningensis és una espècie de peix cipriniforme de la família dels ciprínids que es troba a Yunnan (Xina).